# Пантеон великих поляков
Пантеон великих поляков (пол. Panteon Wielkich Polaków) — название мемориального захоронения, усыпальница, крипта, находящаяся в храме Божьего Провидения, Варшава, Польша. В настоящее время в крипте похоронены 11 польских общественных, культурных и религиозных деятелей. В ней также находятся символическая могила Римского папы Иоанна Павла II, которая является точной копией гроба, находящегося в Ватиканском гроте; реликвии блаженных Ежи Попелюшко и Римского папы Иоанна Павла II.

## История
Пантеон стал строиться в 2003 одновременно с возведением храма Божьего Провидения для захоронений значимых деятелей польской культуры, науки и религии.
Кроме захоронений известных поляков в пантеоне находится «Аллея благодетелей», состоящая примерно из 500 таблиц с именами людей, пожертвовавших денежные средства для строительства Храма Провидения Божия. «Аллея благодетелей» имеет форму кольца, окружающего Пантеон великих поляков.